# Minuskuł 238
Minuskuł 238 (wedle numeracji Gregory-Aland), A145 (w numeracji von Sodena) – rękopis Nowego Testamentu, pisany minuskułą na pergaminie w języku greckim. Datowany jest na wiek XI.

## Opis rękopisu
Kodeks zawiera tekst czterech Ewangelii na 581 pergaminowych kartach (31 na 22 cm), w dwóch tomach (355 + 227). Tekst pisany jest w dwóch kolumnach na stronie, 24 linii w kolumnie. Część kart kodeku zaginęła.
Tekst podzielony został według Sekcji Ammoniusza, których numery umieszczono na lewym marginesie tekstu, wraz z odniesieniami do Kanonów Euzebiusza (pod numerami Sekcji Ammoniusza). Tablice κεφαλαια (spis treści) umieszczone zostały przed każdą Ewangelią.

## Tekst kodeksu
Grecki tekst kodeksu przekazuje tekst bizantyński. Kurt Aland nie zaklasyfikował go do żadnej kategorii rękopisów Nowego Testamentu.
Tekst kodeksu nie był badany według tzw. Claremont Profile Method (trzy rozdziały w Ewangelii Łukasza 1; 10; 20).

## Historia
Kodeks datowany jest obecnie na wiek XI wiek lub XII. W roku 1482 przechowywany był w Wielkiej Ławrze na górze Athos. Później w klasztorze Filotheu, następnie w klasztorze św. Dionizego. W roku 1655 został przewieziony do Moskwy na prośbę patriarchy Nikona.
Dwie pierwsze Ewangelie kodeksu zostały skolacjonowane przez Christian Frederick Matthaei. Druga część kodeksu, zawierająca Ewangelie Łukasza i Jana, została sprzedana bibliotece w Dreźnie. Ta część kodeksu przechowywana była w "Sächsische Landesbibliothek" (A 100), do końca II wojny światowej. Badał ją Tregelles oraz Oscar von Gebhardt. Po wojnie przewieziono z powrotem do Moskwy.
Obecnie pierwsza część kodeksu zawierająca Ewangelie Mateusza i Marka przechowywana jest w Państwowym Muzeum Historycznym, (V. 91, S. 47, 355 fol.), w Moskwie; druga część zawierająca Ewangelie Łukasza i Jana przechowywana jest w Archiwum Państwowym (F. 1607, No. 3,226 fol.) w Moskwie.